# Октай Дереліоглу
Октай Дереліоглу (тур. Oktay Derelioğlu, нар. 17 грудня 1975, Стамбул) — турецький футболіст, що грав на позиції нападника. По завершенні ігрової кар'єри — тренер.
Виступав, зокрема, за «Бешикташ» та «Фенербахче», а також національну збірну Туреччини, з якою був учасником Євро-2000.
Октай Дереліоглу, який взяв участь у 250 матчах турецької Суперліги, є одним із футболістів, який входить до «Клубу 100» із 119 голами. Крім того, йому вдалося забити 16 голів у єврокубках. 14 з них були забиті у футболці «Бешикташа», завдяки чому він є найкращим бомбардиром «Бешикташа» у єврокубках.

## Клубна кар'єра
Футболом почав займатися в 1985 році в академії клубу «Фатіх Карагюмрюк». У віці 14 років був переведений до першої команди, в якій дебютував 23 вересня 1990 року у матчі другого турецького дивізіону із «Себатспором», вийшовши на заміну на 66-й хвилині. У наступному сезоні 1991/92 років він отримав більше можливостей у першій команді і 13 вересня 1991 року забив дебютний гол на дорослому рівні в грі проти «Газіосманпаші».
10 квітня 1992 року Дереліоглу був придбаний «Трабзонспором» за 560 мільйонів турецьких лір. Він почав тренуватися зі своєю новою командою у травні і 2 серпня 1992 року вперше зіграв за нову команду в передсезонному матчі з «Чайкур Різеспором». Однак у віці 17 років він не зміг закріпитись в команді з Трабзону, що грала у вищому дивізіоні країни. В результаті Октай дебютував у Суперлізі в грі з «Фенербахче» 17 жовтня 1992 року, в якій забив свій перший гол і другий для своєї команди, тим не менш вона програла 3:4. Надалі до кінця сезону він зіграв ще по одній грі в чемпіонаті та кубку Туреччини.
7 червня 1993 року «Бешикташ» купив Дереліоглу за 1 мільярд турецьких лір. Там він почав проходити в першу команду і грав в нападі з такими турецькими гравцями, як Фейваз Учар, Ертугрул Саглам, Ніхат Кахведжі, а також з німцем Штефаном Кунцем і нігерійцем Деніелом Амокачі. У 1994 році він досяг свого першого успіху, домігшись перемоги в Кубку Туреччини, а потім завоював зі стамбульцями і Суперкубок Туреччини. У 1995 році він вперше в кар'єрі став чемпіоном Туреччини. У 1996 році він був третім у Лізі, а в 1997 році завоював срібло. На відміну від цього, в 1998 році він виграв ще один національний кубок, а в наступному 1999 році дістався до фіналу, де його клуб поступився «Галатасараю». Всього Дереліоглу відіграв за стамбульську команду шість сезонів своєї ігрової кар'єри. Більшість часу, проведеного у складі «Бешикташа», був основним гравцем атакувальної ланки команди і одним з головних бомбардирів, маючи середню результативність на рівні 0,49 голу за гру першості.
В кінці сезону 1998/99 Дереліоглу одружився з колишньою дівчиною свого товариша по команді Сердара Топрактепе. Ця подія викликала заворушення в команді, в результаті чого обидва футболіста були виключені з команди і Дереліоглу опинився в клубі другого дивізіону «Сіїртспор». Однак Октай, який не хотів грати у нижчих лігах, вже у листопаді того ж року повернувся до еліти, ставши гравцем «Ґазіантепспора», де став виступати на правах оренди. Хоча Октай приєднався до команди пізно, він провів дуже ефективний сезон, забивши 16 голів у 20 матчах і став найкращим бомбардиром команди та зайняв третє місце в суперечці бомбардирів Суперліги.
У липні 2000 року Октай перейшов в іспанський «Лас-Пальмас». 10 вересня 2000 року дебютував у іспанській Прімері у матчі, який завершився поразкою остров'ян з рахунком 0:3 від «Алавеса». Всього ж у клубі з Гран-Канарії він провів два матчі, оскільки і у цьому клубі у Октая виникли проблеми із партнерами по команді, зокрема із Вінні Самвейсом. Він також скаржився, що його товариші по команді не передавали йому м'яча, через що зігравши лише два матчі вже у січні Дереліоглу повернувся на батьківщину, ставши вдруге у кар'єрі гравцем «Трабзонспора», цього разу на правах оренди. Він домігся дуже успішного результату, забивши 14 голів за пів сезону, в тому числі зробив хет-трики проти «Антальяспора» та «Аданаспора», втім по завершенні сезону «Трабзонспор» не зміг домовитися з «Лас-Пальмасом» щодо викупу гравця.
В результаті Дереліоглу в липні 2001 року став гравцем «Фенербахче», де став четвертим в ієрархії нападників після Кеннета Андерссона, Серхата Акіна і ізраїльтянина Хаїма Ревіво. В результаті Октай не мав стабільної ігрової практики і в останній день зимового трансферного вікна 2002/03 перейшов у «Самсунспор». Але і у цій команді Дереліоглу не став основним, через що покинув команду наприкінці серпня 2003 року.
Восени 2003 року нападник підписав контракт з німецьким «Нюрнбергом», що грав у Другій Бундеслізі, але на полі з'являвся нечасто і на початку 2004 року повернувся на батьківщину, де став грати за «Себатспор». Там Октай став одним із важливих гравців команди у збереженні прописки в еліті. В останніх трьох матчах за команду, яка намагалася не вилетіти з Суперліги, Дереліоглу забив 4 голи і став одним з головних творців, який допоміг команді залишатися у вищому дивізіоні. Загалом за сезон він забив 6 голів в 15 іграх. Наступний сезон він також розпочав у «Себатспорі» та забив 3 голи в 6 матчах, однак у цих 6 матчах «Себатспор» не виграв жодного разу і на початку жовтня Дереліоглу покинув команду.
В жовтні 2004 року Дереліоглу став гравцем азербайджанського клубу «Хазар-Ланкаран», куди перейшов на запрошення головного тренера Расіма Кари, який працював з Дереліоглу у «Бешикташі» і знав його можливості. Його трансфер став найбільшим в історії азербайджанського футболу, хоча точна сума переходу не була оголошена, але за деякими джерелами вона становила понад 200 000 €. Дереліоглу забив 16 голів у тому сезоні і став найкращим бомбардиром клубу, який хоча і завершив чемпіонат першим, набрав рівну кількість очок з «Нефтчі», через що за правилами турніру був зіграний «золотий матч». Октай зі своєю команду програв той матч 1:2 і не став чемпіоном, після чого покинув «Хазар-Ланкаран».
Згодом грав у складі команд «Сакар'яспор», «Діярбакирспор» та «Істанбулспор», але ніде недовго не затримувався, і завершував ігрову кар'єру у клубах третього турецького дивізіону «Яловаспор» та «Фатіх Карагюмрюк», де грав до 2008 року.
По завершенні ігрової кар'єри став тренером. Очолював ряд нижчолігових клубів.

## Виступи за збірні
Октай вперше одягнув футболку національної збірної в грудні 1990 року, поїхавши на Турнір у Тель-Авіві, де брала участь збірна Туреччини U-16. На цьому рівні він забив 10 голів та брав участь у різних турнірах. У 1992 році він брав участь у Балканському кубку разом зі збірною U-17.
З командою до 18 років став переможцем юнацького чемпіонату Європи 1992 року в Німеччині. Цей результат дозволив команді поїхати на молодіжний чемпіонат світу 1993 року в Австралії, на якому Дереліоглу зіграв у двох матчах, але команда не змогла вийти з групи. Того ж року вдруге зіграв на юнацькому чемпіонаті Європи 1993 року. Цього разу Дереліоглу з командою дійшли до фіналу, в якому програли господарям турніру англійцям (0:1).
1994 року дебютував у складі молодіжної збірної Туреччини, загалом на юнацькому рівні взяв участь у 14 іграх і забив 9 голів.
15 жовтня 1995 року дебютував в офіційних іграх у складі національної збірної Туреччини в матчі відбіркового етапу до чемпіонату Європи з футболу 1996 року зі Швецією (2:2). А вже в другому матчі, 10 листопада 1996 року у відборі на чемпіонат світу 1998 року, Дереліоглу відзначився покером в грі проти Сан-Марино (7:0). Чотири м'ячі 20-річний нападник забив за 34 хвилини (25, 38, 51, 59). Втім найбільш відомий Октай своїм п'ятим голом, який він забив у ворота збірної Бельгії (1:3) 30 квітня 1997 року у цьому ж відборі на стамбульському стадіоні «Алі Самі Єн». 21-річний Октай підхопив м'яч в центрі поля, обіграв п'ять бельгійських футболістів (одного з них двічі) і вразив ворота Філіпа де Вільде, завдяки чому гол фактично повторює легендарний гол століття у виконанні Дієго Марадони"..
У складі збірної був учасником чемпіонату Європи 2000 року у Бельгії та Нідерландах. Він не грав на груповому етапі, але у чвертьфіналі вийшов на заміну на останні півгодини проти Португалії, але його команда програла 0:2 і покинула турнір.
Востаннє Октай був викликаний до збірної на матчі проти Азербайджану та Македонії у кваліфікації до чемпіонату світу 2002 року в червні 2001 року. У першому матчі він забив 1 гол і віддав 1 асист, але покинув поле через травму на 35-й хвилині. Тим не менш він вийшов і у матчі з Македонією 6 червня 2001 року в основі, але знову був змушений достроково завершити гру через травму. Цей матч виявився останньою грою за збірну для Октая. За підсумками того відбору Туреччина кваліфікувалась на чемпіонат світу, але Дереліоглу у заявку не потрапив. Всього протягом кар'єри у національній команді, яка тривала 7 років, Октай провів у її формі 18 матчів, забивши 9 голів.

## Статистика
| 1990-91             | «Фатіх Карагюмрюк»  | Перша ліга          | 1         | -         | -     | -     | -          | -          | -          | -          | -    | -    | 1      | -      | 0    |
| 1991-92             | «Фатіх Карагюмрюк»  | Перша ліга          | 19        | 5         | -     | -     | -          | -          | -          | -          | -    | -    | 19     | 5      | 0.26 |
| Всього              | Всього              | Всього              | 20        | 5         | -     | -     | -          | -          | -          | -          | -    | -    | 20     | 5      | 0.25 |
| 1992-93             | «Трабзонспор»       | Суперліга           | 2         | 1         | 1     | -     | -          | -          | -          | -          | -    | -    | 3      | 1      | 0.33 |
| Всього              | Всього              | Всього              | 2         | 1         | 1     | -     | -          | -          | -          | -          | -    | -    | 3      | 1      | 0.33 |
| 1993-94             | «Бешикташ»          | Суперліга           | 27        | 10        | 4     | -     | 2          | 1          | -          | -          | 4    | -    | 37     | 11     | 0.3  |
| 1994-95             | «Бешикташ»          | Суперліга           | 21        | 10        | -     | -     | 2          | -          | 1          | -          | 4    | 2    | 28     | 12     | 0.43 |
| 1995-96             | «Бешикташ»          | Суперліга           | 26        | 9         | 2     | -     | 2          | -          | -          | -          | 2    | -    | 30     | 9      | 0.3  |
| 1996-97             | «Бешикташ»          | Суперліга           | 28        | 22        | 2     | 3     | 3          | 1          | -          | -          | 6    | 3    | 39     | 29     | 0.74 |
| 1997-98             | «Бешикташ»          | Суперліга           | 27        | 14        | 6     | 2     | -          | -          | -          | -          | 6    | 4    | 39     | 20     | 0.51 |
| 1998-99             | «Бешикташ»          | Суперліга           | 25        | 8         | 4     | 4     | 1          | -          | -          | -          | 4    | 4    | 34     | 16     | 0.47 |
| Всього              | Всього              | Всього              | 154       | 73        | 18    | 9     | 10         | 2          | 1          | -          | 26   | 14   | 209    | 98     | 0.44 |
| 1999                | «Сіїртспор»         | Перша ліга          | 4         | 2         | -     | -     | -          | -          | -          | -          | -    | -    | 4      | 2      | 0.5  |
| Всього              | Всього              | Всього              | 4         | 2         | -     | -     | -          | -          | -          | -          | -    | -    | 4      | 2      | 0.5  |
| 1999-00             | «Газіантепспор»     | Суперліга           | 20        | 16        | 2     | 3     | -          | -          | -          | -          | -    | -    | 22     | 19     | 0.86 |
| Всього              | Всього              | Всього              | 20        | 16        | 2     | 3     | -          | -          | -          | -          | -    | -    | 22     | 19     | 0.86 |
| Іспанія             | Іспанія             | Іспанія             | Чемпіонат | Чемпіонат | Кубок | Кубок | Кубок ліги | Кубок ліги | Суперкубок | Суперкубок | УЄФА | УЄФА | Всього | Всього | %    |
| 2000                | «Лас-Пальмас»       | Ла-Ліга             | 2         | -         | -     | -     | -          | -          | -          | -          | -    | -    | 2      | -      | 0    |
| Всього              | Всього              | Всього              | 2         | -         | -     | -     | -          | -          | -          | -          | -    | -    | 2      | -      | 0    |
| Туреччина           | Туреччина           | Туреччина           | Чемпіонат | Чемпіонат | Кубок | Кубок | Кубок ліги | Кубок ліги | Суперкубок | Суперкубок | УЄФА | УЄФА | Всього | Всього | %    |
| 2000-01             | «Трабзонспор»       | Суперліга           | 13        | 14        | 1     | -     | -          | -          | -          | -          | -    | -    | 14     | 14     | 1    |
| Всього              | Всього              | Всього              | 13        | 14        | 1     | -     | -          | -          | -          | -          | -    | -    | 14     | 14     | 1    |
| 2001-02             | «Фенербахче»        | Суперліга           | 19        | 5         | -     | -     | -          | -          | -          | -          | 3    | 2    | 21     | 7      | 0.33 |
| 2002                | «Фенербахче»        | Суперліга           | 2         | -         | -     | -     | -          | -          | -          | -          | 1    | -    | 3      | -      | 0    |
| Всього              | Всього              | Всього              | 21        | 5         | -     | -     | -          | -          | -          | -          | 4    | 2    | 25     | 5      | 0.28 |
| 2002-03             | «Самсунспор»        | Суперліга           | 14        | 4         | -     | -     | -          | -          | -          | -          | -    | -    | 14     | -      | 0.29 |
| 2003                | «Самсунспор»        | Суперліга           | 3         | -         | -     | -     | -          | -          | -          | -          | -    | -    | 3      | -      | 0    |
| Всього              | Всього              | Всього              | 17        | 4         | -     | -     | -          | -          | -          | -          | -    | -    | 17     | 4      | 0.24 |
| Німеччина           | Німеччина           | Німеччина           | Чемпіонат | Чемпіонат | Кубок | Кубок | Кубок ліги | Кубок ліги | Суперкубок | Суперкубок | УЄФА | УЄФА | Всього | Всього | %    |
| 2003-04             | «Нюрнберг»          | Друга Бундесліга    | 5         | 1         | -     | -     | -          | -          | -          | -          | -    | -    | 5      | 1      | 0.2  |
| Всього              | Всього              | Всього              | 5         | 1         | -     | -     | -          | -          | -          | -          | -    | -    | 5      | 1      | 0.2  |
| Туреччина           | Туреччина           | Туреччина           | Чемпіонат | Чемпіонат | Кубок | Кубок | Кубок ліги | Кубок ліги | Суперкубок | Суперкубок | УЄФА | УЄФА | Всього | Всього | %    |
| 2004                | «Себатспор»         | Суперліга           | 15        | 6         | -     | -     | -          | -          | -          | -          | -    | -    | 15     | 6      | 0.4  |
| 2004-05             | «Себатспор»         | Суперліга           | 6         | 3         | -     | -     | -          | -          | -          | -          | -    | -    | 6      | 3      | 0.5  |
| Всього              | Всього              | Всього              | 21        | 9         | -     | -     | -          | -          | -          | -          | -    | -    | 21     | 9      | 0.43 |
| Азербайджан         | Азербайджан         | Азербайджан         | Чемпіонат | Чемпіонат | Кубок | Кубок | Кубок ліги | Кубок ліги | Суперкубок | Суперкубок | УЄФА | УЄФА | Всього | Всього | %    |
| 2004-05             | «Хазар-Ланкаран»    | Прем'єр-ліга        | 17        | 16        | -     | -     | -          | -          | -          | -          | -    | -    | 17     | 16     | 0.94 |
| Всього              | Всього              | Всього              | 17        | 16        | -     | -     | -          | -          | -          | -          | -    | -    | 17     | 16     | 0.94 |
| Туреччина           | Туреччина           | Туреччина           | Чемпіонат | Чемпіонат | Кубок | Кубок | Кубок ліги | Кубок ліги | Суперкубок | Суперкубок | УЄФА | УЄФА | Всього | Всього | %    |
| 2005                | «Сакар'яспор»       | Перша ліга          | 4         | -         | 1     | -     | -          | -          | -          | -          | -    | -    | 5      | -      | 0    |
| Всього              | Всього              | Всього              | 4         | -         | 1     | -     | -          | -          | -          | -          | -    | -    | 5      | -      | 0    |
| 2006                | «Діярбакирспор»     | Суперліга           | 2         | -         | -     | -     | -          | -          | -          | -          | -    | -    | 2      | -      | 0    |
| Всього              | Всього              | Всього              | 2         | -         | -     | -     | -          | -          | -          | -          | -    | -    | 2      | -      | 0    |
| 2006-07             | «Істанбулспор»      | Перша ліга          | 3         | -         | -     | -     | -          | -          | -          | -          | -    | -    | 3      | -      | 0    |
| Всього              | Всього              | Всього              | 3         | -         | -     | -     | -          | -          | -          | -          | -    | -    | 3      | -      | 0    |
| 2007                | «Яловаспор»         | Друга ліга          | 5         | 2         | -     | -     | -          | -          | -          | -          | -    | -    | 5      | 2      | 0.4  |
| Всього              | Всього              | Всього              | 5         | 2         | -     | -     | -          | -          | -          | -          | -    | -    | 5      | 2      | 0.4  |
| 2007-08             | «Фатіх Карагюмрюк»  | Друга ліга          | 4         | 1         | -     | -     | -          | -          | -          | -          | -    | -    | 4      | 1      | 0.25 |
| Всього              | Всього              | Всього              | 4         | 1         | -     | -     | -          | -          | -          | -          | -    | -    | 4      | 1      | 0.25 |
| Загалом у Суперлізі | Загалом у Суперлізі | Загалом у Суперлізі | 250       | 119       |       |       |            |            |            |            |      |      |        |        |      |
| Всього за кар'єру   | Всього за кар'єру   | Всього за кар'єру   | 314       | 149       | 23    | 12    | 10         | 2          | 1          | -          | 30   | 16   | 378    | 179    | 0.47 |

## Титули і досягнення
- Чемпіон Туреччини (1):

«Бешикташ»: 1994-95
- Володар Кубка Туреччини (2):

«Бешикташ»: 1993-94, 1997-98
- Володар Суперкубка Туреччини (2):

«Бешикташ»: 1994, 1998
- Чемпіон Європи (U-18): 1992